# (12301) Eötvös
(12301) Eötvös (1991 RR12) – planetoida z grupy pasa głównego asteroid okrążająca Słońce w ciągu 3,65 lat w średniej odległości 2,37 j.a. Odkryta 4 września 1991 roku. Nazwana od imienia geofizyka
Loránda Eötvösa